# Risso szary
Risso szary, delfin Risso, delfin szary (Grampus griseus) – gatunek ssaka z rodziny delfinowatych (Delphinidae), jedyny przedstawiciel rodzaju Grampus.

## Systematyka

### Taksonomia
Takson po raz pierwszy opisany naukowo przez G. Cuviera w 1812 roku pod nazwą Delphinus griseus. Opis ukazał się w czasopiśmie Annales du Muséum National d'Histoire Naturelle. Jako miejsce typowe autor wskazał „envoyé de Brest” w Finistère we Francji. Jedyny przedstawiciel rodzaju risso (Grampus) utworzonego przez J. E. Graya w 1828 roku.

### Gatunek typowy
Delphinus griseus Cuvier, 1812

## Dane
- długość ciała: ok. 3 m
- waga: 500 kg
- pożywienie: głowonogi, skorupiaki, niektóre małe ryby,
- występowanie: pelagiczne wody tropikalne, subtropikalne i umiarkowane na całym świecie[6].

## Wygląd fizyczny
Delfin Risso ma baryłkowaty kształt, z tępo zakończoną głową (bez dzioba). Ubarwienie waha się od niebiesko-szarego, szaro-brązowego do prawie białego, zależnie od wieku i skaleczeń u samców. Blizny spowodowane potyczkami z innymi osobnikami są często dobrze widoczne. Ma siedem lub mniej par zębów z przodu żuchwy. Płetwa grzbietowa jest wysoka i zakrzywiona, z wyraźnym spiczastym zakończeniem, podobnie jak płetwy piersiowe. Ogon jest gruby i zakończony silną płetwą.